# Miączyn-Stacja
Miączyn-Stacja – wieś w Polsce położona w województwie lubelskim, w powiecie zamojskim, w gminie Miączyn. Przez wieś przechodzi linia kolejowa linia kolejowa nr 72 ze stacją Miączyn.
W latach 1975–1998 miejscowość administracyjnie należała do województwa zamojskiego.
Nazwa wsi Miączyn-Stacja została ustalona urzędowo 1 stycznia 2012.
Wieś jest sołectwem w gminie Miączyn.
Wierni Kościoła rzymskokatolickiego należą do parafii Parafia św. Michała Archanioła w Miączynie.